# Sint-Elooiskerk (Hazebroek)
De Sint-Elooiskerk (Frans: Église Saint-Eloi) is een historische kerk in de gemeente Hazebroek in het Franse Noorderdepartement.

## Geschiedenis
In 1432 werd een kerk gebouwd die echter te lijden had van de brand in 1492, aangestoken door de troepen van Karel VIII van Frankrijk. Daarom werd op de restanten van deze kerk van 1520-1555 een nieuwe kerk gebouwd. In 1532 werd deze voorzien van een 77 meter hoge toren. De opengewerkte spits van deze toren, 32 meter hoog, werd in 1940, tijdens de Tweede Wereldoorlog, zwaar beschadigd door Duitse granaten. Pas in 1994 werd deze hersteld. Het koor heeft een oud houten gewelf met een Vlaamse tekst van 1497.

## Gebouw
Het betreft een driebeukige hallenkerk met voorgebouwde toren en enkele zijkapellen. Dit betreft de Sint-Sebastiaankapel, een 16e-eeuwse kapel in flamboyante gotiek, gewijd aan de patroon van de schutterij; en de Sint-Annakapel (17e eeuw), gewijd aan de patrones van de rederijkers.

## Interieur
Het kerkmeubilair omvat een 17e-eeuws koorgestoelte, een 17e-eeuws tabernakel, een 18e-eeuwse preekstoel, een lambrisering in rococostijl, verguld smeedijzeren doophek (18e eeuw), een 18e-eeuws doopvont in barokstijl, een doksaal en orgelkast van 1697, een 16e-eeuwse Heilig Grafgroep, kruiswegstaties van 1920 door Lucien Jonas. Van de schilderijen kan een Kruisafneming worden genoemd, geschilderd in 1809 door Nicolaas Ruyssen, naar een werk van Caravaggio.

## Klokkenspel
De beiaard (klokkenspel) werd in 1955 geschonken door Jacques Marie Corneille Mijnlieff van Haesebroeck uit De Bilt, bestaande uit 35 klokken. Op de 15 grootste daarvan de namen van zijn voorvaderen, afkomstig uit Hazebroek. Op de basklok de naam van zijn zoon die in een concentratiekamp is omgebracht.